# Wappen der Region Murcia
Das Wappen der Region Murcia, einer spanischen Verwaltungseinheit, zeigt im schmal goldgerandeten purpurfarbenem Schild im ersten Quartier vier (2;2) goldene Kastelle mit offenem Durchgang und mit drei aufgesetzten, der mittlere ist der höhere, gezinnten Türmen und im vierten Quartier sieben (1;3;2;1) goldene Kronen.
Auf dem Wappenschild ruht eine goldene Krone.